# Tedim
Tedim o Tiddim (birmano: တီတိန်မြို့) es una localidad del Estado Chin, en el oeste de Birmania. Dentro del estado, Tedim es la capital del municipio homónimo en el distrito de Falam.
En 2014 tenía una población de 13 452 habitantes, en torno a la sexta parte de la población municipal.
Es un asentamiento principalmente de etnia zo, fundado por los guite a principios del siglo XVII. Su desarrollo urbano comenzó en 1824, cuando los británicos la establecieron como sede de una oficina distrital.
Se ubica a orillas del río Manipur, a medio camino entre Hakha y Churachandpur, unos 20 km al este de la frontera con el estado indio de Mizoram.